# Richard Newton Gardner
Richard Newton Gardner   (Nova York, 9 de juliol de 1927 - Nova York, 16 de febrer de 2019) va ser un diplomàtic i economista estatunidenc, ambaixador dels Estats Units a Espanya i Itàlia i professor emèrit de Dret a l'Escola de Dret de Columbia.

## Educació
Gardner va estudiar a Harvard, on va llicenciar-se en Economia el 1948. Va assistir a l'Escola de Dret de Yale, on va ser editor del Yale Law Journal. Després de graduar-se a Yale l'any 1951, Gardner va obtenir una beca Rhodes i es va doctorar en Economia per la Universitat d'Oxford el 1954.

## Carrera professional
Gardner va exercir l'advocacia durant tres anys a Nova York després d'acabar el seu doctorat a Oxford. Va incorporar-se a la facultat de Columbia l'any 1957; allà va impartir classes fins que va retirar-se el 2012. Gardner va ser nomenat secretari adjunt d'Estat per a Assumptes d'Organitzacions Internacionals pel president Kennedy l'any 1961, càrrec que va ocupar fins al 1965, quan el president Johnson el va nomenar assessor principal de l'ambaixador dels Estats Units davant les Nacions Unides. Després d'un any amb l'ONU, va ser membre de la Comissió Presidencial sobre Comerç Internacional i Política d'Inversió del 1970 al 1971. Va ocupar diversos càrrecs d'assessor a l'ONU.
L'any 1977 va ser nomenat ambaixador dels Estats Units a Itàlia pel president Carter, funció que va exercir fins al 1981. El president Clinton el va nomenar Ambaixador dels Estats Units a Espanya, del 1993 al 1997. En 2000 va ser delegat públic nord-americà en la 55a edició de l'Assemblea General de les Nacions Unides. Va ser membre de la Comissió Trilateral del 1974 al 2005.